# Cyphia salteri
Cyphia salteri är en klockväxtart som beskrevs av Franz Elfried Wimmer. Cyphia salteri ingår i släktet Cyphia, och familjen klockväxter. Inga underarter finns listade i Catalogue of Life.